# Anna Świrszczyńska
Anna Świrszczyńska (née le 7 février 1909 à Varsovie et morte le 30 septembre 1984 à Cracovie) était une poétesse polonaise dont les œuvres touchent une grande variété de thèmes, parmi lesquels son expérience durant la Seconde Guerre mondiale, la maternité, le corps féminin ou encore la sensualité.

## Biographie
Anna Świrszczyńska naquit à Varsovie et, fille d'un artiste, fut élevée dans la pauvreté. Elle commença à publier ses poèmes dans les années 1930. Pendant la période de l'occupation nazie de la Pologne elle rejoignit la Résistance polonaise et s'engagea comme infirmière militaire pendant l'Insurrection de Varsovie.
Anna écrivit alors pour des publications clandestines. Elle traversa des moments difficiles, comme celui où elle demeura, un jour, pendant une heure, dans l'attente de son exécution. Czesław Miłosz la connut à cette époque, et il écrivit quelques pages sur elle. Avec Leonard Nathan, il a traduit en anglais Conversations avec mon corps (Talking to my Body), qui fut publié aux États-Unis en 1996 (voir la citation ci-dessous).
Ses expériences pendant la guerre ont fortement influencé sa poésie. En 1974, elle a publié En construisant la barricade, un livre qui décrit la douleur et la souffrance qu'elle éprouva ou dont elle fut témoin pendant cette période douloureuse.
Elle écrivit également d'une manière franche au sujet du corps féminin au cours des diverses étapes de la vie...
Anna Świrszczyńska est décédée à Cracovie le 30 septembre 1984 à l'âge de 75 ans.

## Œuvres
Parmi les recueils de poèmes d'Anna Świrszczyńska, on peut citer :
- 1970 : Vent
- 1972 : Je suis une femme
- 1974 : En construisant la barricade
- 1978 : Heureux comme la queue du chien
- 1985 : Douleur et Joie
- 1996 : Conversations avec mon corps